# Lethe advipa
Lethe advipa är en fjärilsart som beskrevs av Hans Fruhstorfer 1911. Lethe advipa ingår i släktet Lethe och familjen praktfjärilar. Inga underarter finns listade i Catalogue of Life.